# Pentation
 (octobre 2010).
- Si vous ne connaissez pas le sujet, laissez ce bandeau (vous pouvez alors contacter les auteurs).
- Si vous supprimez le contenu mis en cause (vous pouvez préalablement contacter les auteurs),

argumentez précisément cette suppression dans la page de discussion
(un manque de référence n'est pas un argument ; une recherche réelle de référence doit avoir été effectuée, être formellement documentée).

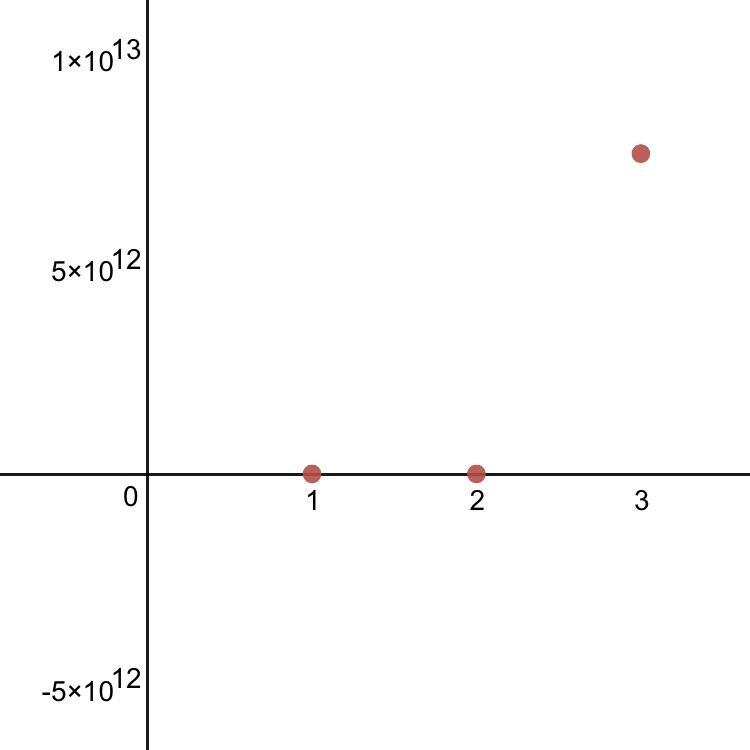
Les trois premières valeurs de l'expression x[5]2. La valeur de 3[5]2 est d'environ 7,626 × 1012 ; les valeurs pour les x plus élevés, comme 4[5]2, qui est d'environ 2,361 × 108,072 × 10153, sont beaucoup trop grandes pour apparaître sur le graphique.

La pentation est la répétition de l'opération de tétration, comme la tétration est la répétition de l'opération d'exponentiation. La pentation est une hyperopération.
Comme la tétration, la pentation a peu d'applications dans la vie courante. Elle est non commutative, et a donc deux fonctions inverses, qui pourraient être appelées la penta-racine et le penta-logarithme (analogues aux deux fonctions inverses pour l'élévation à une puissance : racine  et logarithme). La pentation borne également les fonctions récursives élémentaires.
Le mot pentation a été inventé par Reuben Goodstein à partir de penta- (cinq) et itération. Cela fait partie de sa convention de notation générale pour les hyperopérations.
La pentation peut s'écrire dans la notation des puissances itérées de Knuth comme {\displaystyle a\uparrow \uparrow \uparrow b} ou {\displaystyle a\uparrow ^{3}b}.

## Prolongement
On ne sait pas comment prolonger la pentation aux nombres complexes ou aux réels non entiers.

### Prolongement aux nombres négatifs ou nuls
Par l'utilisation du super-logarithme, {\displaystyle a\uparrow ^{3}b} peut être défini quand b est négatif ou nul pour un nombre limité de valeurs de b. Ainsi, pour toutes les valeurs entières strictement positives de a, la pentation négative est définie comme suit :
- {\displaystyle a\uparrow ^{3}0=\operatorname {slog} _{a}a=1} si a > 1.
- {\displaystyle a\uparrow ^{3}-1=\operatorname {slog} _{a}1=0} si a > 1.
- {\displaystyle a\uparrow ^{3}-2=\operatorname {slog} _{a}0=-1} si a > 1.

Pour ce qui des valeurs négatives de a, seul a = -1 peut donner lieu à une extension. Dans ce cas, selon les valeurs du nombre entier positif b, les trois valeurs possibles que l'on obtient pour {\displaystyle -1\uparrow ^{3}b} sont indiquées ci-dessous : 
- {\displaystyle -1\uparrow ^{3}b={^{1}{-1}}=-1} si b est congru à 1 modulo 3.
- {\displaystyle -1\uparrow ^{3}b={^{-1}{-1}}=0} si b est congru à 2 modulo 3.
- {\displaystyle -1\uparrow ^{3}b={^{0}{-1}}=1} si b est congru à 0 modulo 3.

## Valeurs particulières
Comme l'opération à partir de laquelle elle est définie (la tétration) est difficile à prolonger à des hauteurs non entières, la pentation {\displaystyle a\uparrow ^{3}b} est dans l'état actuel des connaissances définie uniquement pour des valeurs entières de a > 0 et de b ≥ 0, et à titre exceptionnel pour certains entiers négatifs. Comme toutes les autres hyperopérations d'ordre 3 (élévation à une puissance) et plus, la pentation a les cas triviaux suivants (identités) valables pour toutes les valeurs de a et b du domaine :
- {\displaystyle 1\uparrow ^{3}b=1}
- {\displaystyle a\uparrow ^{3}1=a}

En dehors des cas triviaux indiqués ci-dessus, la pentation produit des nombres extrêmement grands très rapidement, de sorte qu'un très petit nombre de cas non triviaux produisent des valeurs pouvant être écrites dans la notation conventionnelle, comme illustré ci-dessous : 
| {\displaystyle x} | {\displaystyle _{2}x}                                                     | {\displaystyle _{3}x}                                   | {\displaystyle _{4}x}                        |
| ----------------- | ------------------------------------------------------------------------- | ------------------------------------------------------- | -------------------------------------------- |
| 1                 | 1                                                                         | 1                                                       | 1                                            |
| 2                 | 4                                                                         | 65.536                                                  | {\displaystyle \exp _{10}^{65.533}(4.29508)} |
| 3                 | 7.625.597.484.987                                                         | {\displaystyle \exp _{10}^{7.625.597.484.986}(1.09902)} |                                              |
| 4                 | {\displaystyle \exp _{10}^{3}(2.19)} (un nombre avec plus de 10153)       |                                                         |                                              |
| 5                 | {\displaystyle \exp _{10}^{4}(3.33928)} (un nombre avec plus de 10102184) |                                                         |                                              |